# Moorreesburg
Moorreesburg is een landelijke stad met sowat 7800 inwoners in de Zuid-Afrikaanse provincie West-Kaap, ongeveer 90 kilometer ten noorden van Kaapstad. Het werd in 1879 aangelegd op de boerderij Hooikraal, werd vanaf 1882 beheerd door een dorpsbestuur en kreeg in 1909 de gemeentelijke status. De stad is de zetel van de regering voor de gemeente West Coast District.
Moorreesburg ligt vlak bij de nationale weg N7. De regionale weg R311 loopt ook door de stad, net als de zijlijn aan de westkust. Het heeft twee openbare basisscholen, een openbare middelbare school, een bibliotheek, een politiebureau, een magistraat en een gezondheidskliniek.
Moorreesburg behoort tot de gemeente Swartland, die onderdeel van het district Weskus is.

## Geschiedenis en economie
Moorreesburg is vernoemd naar JC le Febre Moorrees (1807-1885), predikant van de Swartlandse gemeente van de Nederduitse Gereformeerde Kerk van 1833 tot 1881. In 1889 werd een dorpsraad opgericht, in 1909 kreeg de nederzetting de status van gemeente. In 1913 werd in de stad een Carnegie Library opgericht.
De stad is een belangrijk logistiek en verwerkingsknooppunt voor tarwe en haver, twee gewassen die in de omgeving op grote schaal worden verbouwd. Het belang van de tarwe-industrie voor de stad is het onderwerp van het Moorreesburg Wheat Museum.

## Subplaatsen
Het nationaal instituut voor de statistiek, Stats SA, deelt sinds de census 2011 deze hoofdplaats in in vijf zogenaamde subplaatsen, waarvan de grootste Doornkloof en Moorreesburg SP zijn.